# مالكوم مور (لاعب كرة قدم أمريكية)
مالكوم مور (بالإنجليزية: Malcolm Moore) هو لاعب كرة قدم أمريكية أمريكي، ولد في 24 يونيو 1961 في سان فرانسيسكو في الولايات المتحدة.

## وصلات خارجية
- مالكوم مور على موقع مرجع كرة القدم المحترفة.كوم (الإنجليزية)